# Bradysia johannseni
Bradysia johannseni là một ruồi trong họ Sciaridae, thuộc chi Bradysia. Loài này được Enderlein miêu tả khoa học đầu tiên năm 1912.